# Juno Awards 2000
Die Juno Awards 2000 wurden vom 11. bis zum 12. März 2000 im SkyDome, Toronto verliehen. Es war das erste Mal, dass sie an zwei Tagen stattfand. Am 11. März wurden die Kategorien vergeben, die nicht im Fernsehen ausgestrahlt wurden. Die Hauptkategorien wurden am 12. März vergeben. Die Moderation übernahm die Gruppe The Moffatts. CBC Television übertrug die Veranstaltung.

## Nominierungen und Gewinner
Die Nominierungen wurden am 2. Februar 2000 verkündet. Die meisten Nominierungen erhielt Alanis Morissette mit fünf, gewann jedoch nur zwei.
Postum wurde  Bruce Fairbairn in die Canadian Music Hall of Fame aufgenommen. Er starb im Vorjahr.

### Personen
| Best Female Artist of the Year | Best Male Artist of the Year |
| --- | --- |
| Chantal Kreviazuk - Celine Dion - Lynda Lemay - Amanda Marshall - Alanis Morissette | Bryan Adams - Paul Brandt - Choclair - Tom Cochrane - Edwin |
| Best New Solo Artist | Group of the Year |
| Tal Bachman - Tory Cassis - Tara Lyn Hart - Jorane - Ivana Santilli | Matthew Good Band - La Chicane - Moist - Our Lady Peace - The Tea Party |
| Best New Group | Songwriter of the Year |
| Sky - Gob - Len - Prozzäk - Serial Joe | Shania Twain (Co-Songwriter Robert John "Mutt" Lange), Man! I Feel Like a Woman!, That Don’t Impress Me Much, You've Got a Way - Tal Bachman, If You Sleep, She's So High - Bruce Cockburn, Last Night of the World, Mango, Pacing the Cage - Amanda Marshall, Believe in You, If I Didn't Have You (Co-Songwriter Eric Bazilian); Love Lift Me (Co-writers Eric Bazilian, Randy Cantor, John Bettis) - Alanis Morissette, So Pure, Thank U, Unsent   |
| Best Producer | Recording Engineer of the Year |
| Tal Bachman and Bob Rock, She's So High and If You Sleep von Tal Bachman - Arnold Lanni, One Man Army and Is Anybody Home? von Our Lady Peace - Jeff Martin, Heaven Coming Down and The Messenger von The Tea Party - Greg Wells, Keep a Lid on Things and Get You in the Morning von Crash Test Dummies - Michael Phillip Wojewoda, Puzzle Girl and You & Me von Kim Stockwood | Paul Northfield and Jagori Tanna, Summertime in the Void and When Did You Get Back from Mars? von I Mother Earth - Michael Banton-Jones, Halfway to Heaven von David Leask - Richard Benoit, Slow Bombing the World von Marc Jordan - Lenny DeRose, Sucks to Be You von Prozzäk, Supersex 69 von The Philosopher Kings - John Whynot and Colin Linden, Last Night of the World von Bruce Cockburn, Lean on Your Peers von Blackie and the Rodeo Kings |
| Best Country Artist/Group | Best Country Female Artist |
| The Rankins - Farmer's Daughter - Lace - Prairie Oyster - The Wlkinsons | Shania Twain - Lisa Brokop - Terri Clark - Patricia Conroy - Tara Lyn Hart |
| Best Country Male Artist | |
| Paul Brandt - Julian Austin - John Landry - Jamie Warren - Jim Writer | |

### Alben
| Album of the Year | Aboriginal Album of the Year |
| --- | --- |
| Alanis Morissette – Supposed Former Infatuation Junkie - Hot Show – Prozzäk - On a Day Like Today – Bryan Adams - These Are Special Times – Céline Dion - Tuesday’s Child – Amanda Marshall | Chester Knight and the Wind – Falling Down - Love that Strong – Elizabeth Hill - To Bring Back Yesterday – Fara Palmer - Touch the Earth and Sky – Vern Cheechoo - World Hand Drum Champions ‘98 – Red Bull                                                           |
| Alternative Album of the Year | Blues Album of the Year |
| Julie Doiron and the Wooden Stars – Julie Doiron and Wooden Stars - Clayton Park – Thrush Hermit - My Love Is Bold – Danko Jones - Sometimes I Cry – Tricky Woo - You Can’t Stop the Bum Rush – Len | Gust of Wind – Ray Bonneville - Blues Party – Chris Whiteley - Call It What You Will – Steve Hill - Down in the Groove – Jack de Keyzer - Michael Jerome Browne – Michael Jerome Browne                                                                               |
| Children’s Album of the Year | Classical Album of the Year (solo or chamber ensemble) |
| Skinnamarink TV – Sharon, Lois and Bram - Ants in Your Pants, Volume 1 – Douglas John - Les Petites Merveiles de Fanchon – Fanchon - Play On... – Jam Sandwich - Song of the Unicorn – Susan Hammond's Classical Kids | Schumann: String Quartets – St. Lawrence String Quartet - Bach: Well-Tempered Clavier, Book 2 – Angela Hewitt - For the End of Time – Leila Josefowicz - Naida Cole – Naida Cole - Rzewiski: The People United Will Never Be Defeated! – Marc-Andre Hamelin           |
| Classical Album of the Year (large ensemble) | Classical Album of the Year (vocal or choral performance) |
| Respighi: La Boutique Fantasque – Montreal Symphony Orchestra - Brahms: Two Piano Concertos – Anton Kuerti, Orchestre Métropolitain - Handel: Arias and Dances – Excerpts from Agrippina and Alcina – Tafelmusik, Karina Gauvin - Nights in the Gardens of Spain – Angela Cheng, Hans Graf, Calgary Philharmonic Orchestra - Vivaldi: Concerti for Strings – Les Violons du Roy | German Romantic Opera – Ben Heppner - Ae Fond Kiss – Edith Wiens, Rudolph Jansen, Judy Loman - Bach: Arias & Oboe d'Amore – Daniel Taylor - Heavenly Spheres – Studio de musique ancienne de Montréal - Images de Noel – Karina Gauvin, Michael McMahon, Nora Shulman |
| Gospel Album of the Year | Francophone Album of the Year |
| Legacy of Hope – Deborah Klassen - God Only Knows – The LaPointes - Sheryl Stacey – Sheryl Stacey - Sinner and the Saint – Jon Buller - Sweetsalt – Sweetsalt | En Catimini – La Chicane - D’Autres rives – Bruno Pelletier - Les Fourmis – Jean Leloup - Live – Lynda Lemay - Notre-Dame de Paris – Various Artists |
| Instrumental Album of the Year | Best Global Album |
| In My Hands – Natalie MacMaster - Natural Sleep Inducement – David Bradstreet, Dan Gibson - Piano Cascades – John Herberman, Dan Gibson - The Piper's Legacy – Rob Crabtree, Oliver Schroer - Utopia – Robert Michaels | Omnisource – Madagascar Slim - Bambatulu – Lilison Di Kinara - Entente Cordiale – Show-Do-Man - Firedance – Toronto Tabla Ensemble - Jongo Le – Celso Machado |
| Best Selling Album (Foreign or Domestic) | Contemporary Jazz Album of the Year |
| Millennium – Backstreet Boys - Americana – The Offspring - ...Baby One More Time – Britney Spears - Ricky Martin – Ricky Martin - These Are Special Times – Celine Dion | ...so far – D.D. Jackson - Blue Jade – Joe Sealy and Paul Novotny - The Field – Jeff Johnston - Freeflight – Bob Shaw and Freeflight - Puzzle City – Jean-Pierre Zanella                                                                                              |
| Traditional Jazz Album of the Year | Vocal Jazz Album of the Year |
| Deep in a Dream – Pat LaBarbera - Art & Soul – Renee Rosnes - New Horizons – Bernie Senensky Quintet - P.J. Perry & the Edmonton Symphony Orchestra – P.J. Perry - Time Warp Plays the Music of Duke Ellington – Time Warp | When I Look in Your Eyes – Diana Krall - How My Heart Sings – Kate Hammett-Vaughan - I've Got Your Number – Jeri Brown - Swing Ladies, Swing! – Carol Welsman - There's Beauty in the Rain – Karin Plato                                                              |
| Pop Album of the Year | Rock Album of the Year |
| Colour Moving and Still – Chantal Kreviazuk - On a Day Like Today – Bryan Adams - Supposed Former Infatuation Junkie – Alanis Morissette - Tal Bachman – Tal Bachman - Taming the Tiger – Joni Mitchell | Beautiful Midnight – Matthew Good Band - Another Spin Around the Sun – Edwin - Happiness...Is Not a Fish That You Can Catch – Our Lady Peace - Mercedes 5 and Dime – Moist - Triptych – The Tea Party                                                                 |
| Roots & Traditional Album of the Year – Solo | Roots & Traditional Album of the Year – Group |
| Breakfast in New Orleans, Dinner in Timbuktu – Bruce Cockburn - Gentleman of Leisure – Jesse Winchester - In My Hands – Natalie MacMaster - Lan Duil – Mary Jane Lamond - Whereabouts – Ron Sexsmith | Kings of Love – Blackie and the Rodeo Kings - Encore! – Barachois - The Road to Canso – Scruj MacDuhk - Turn – Great Big Sea - Xième – La Bottine Souriante |

### Lieder und Aufnahmen
| Single of the Year | Classical Composition of the Year |
| --- | --- |
| Bobcaygeon – The Tragically Hip - Heaven Coming Down – The Tea Party - Hello Time Bomb – Matthew Good Band - Steal My Sunshine – Len - Sucks to Be You – Prozzäk | Shattered Night, Shivering Stars – Alexina Louie - Arc – Alexina Louie - String Quartet No. 1 – Glenn Buhr - The Book of Mirrors – Gary Kulesha - Winter Poems – Glenn Buhr                                                      |
| Dance Recording of the Year | R&B/Soul Recording of the Year |
| Silence – Delerium - Arriba – Joee - Dancing in the Key of Love – Temperance - Over and Over – Emjay - The Rush Won’t Stop – Steve Austin                        | Thinkin' About You – 2Rude featuring Snow, Smoothe tha Hustler, Latoya & Miranda - All My Love – Michael Clarke - Brown – Ivana Santilli - Nodeja – Nodeja - Tha Crab Theory – Blacklisted featuring ORA, Taj and Deslisha Thoma |
| Rap Recording of the Year | Reggae Recording of the Year |
| Ice Cold – Choclair - Deliverance – Citizen Kane - Global Warning – Rascalz - Money or Love – Saukrates - Don't Wanna Be Your Slave – Michie Mee with Esthero    | Heart & Soul – Lazo - Dem Need More Love – Tasha T - Jonah – Jason Wilson and Tabarruk - Love Is On Your Side – Lazo - Secret Emotion – Jimmy Reid                                                                               |

### Weitere
| Album Design of the Year | Video of the Year |
| --- | --- |
| Michael Wrycraft (Creative Director) – Radio Fusebox von Andy Stochansky - Garnet Armstrong, Mark Bartkiw, Amo3ba Corp, Margaret Malandruccolo – Blue Green Orange von I Mother Earth - Tom Chaggaris, Eve Egoyan, Johnnie Eisen – Thetihingsinbeteween von Eve Egoyan - Anouk Lessard, Sebastien Toupin – Vent Fou von Jorane - Catherine Stockhausen, Lee Towndrow – Between the Bridges von Sloan | Alanis Morissette: So Pure von Alanis Morissette - Ulf Buddensieck: Underground von Moist - Marc Lostracco: Strange Disease von Prozzäk - Andrew MacNaughtan: On the Scene von Big Sugar - William Morrison_ Hello Time Bomb von Matthew Good Band |

### Canadian Music Hall of Fame
- Bruce Fairbairn

### Walt Grealis Special Achievement Award
- Emile Berliner